# Proteína precursora amiloidea
La proteína precursora amiloidea (en inglés, APP, por Amyloid Precursor Protein) es una proteína integral de membrana, y es expresada en muchos tipos de tejidos, y está concentrada en la sinapsis entre neuronas. Su función aún no ha sido elucidada, aunque estudios recientes han revelado que podría participar como regulador frente a la sinapsis neuronal y de la plasticidad neuronal.
La APP es conocida por ser la molécula precursora del β-amiloide, un péptido de 42 aminoácidos, que es el principal componente de las placas amiloideas presentes en el tejido cerebral de pacientes que sufren la enfermedad de Alzheimer.

## Genética
La proteína precursora beta amiloide es una proteína antigua y altamente conservada. En humanos , el gen APP está ubicado en el cromosoma 21 y contiene 18 exones que abarcan 290 kilobases. Se han observado en humanos varias isoformas de empalme alternativas de APP, que varían en longitud de 639 a 770 aminoácidos, con ciertas isoformas expresadas preferentemente en neuronas; los cambios en la relación neuronal de estas isoformas se han asociado con la enfermedad de Alzheimer.  Se han identificado proteínas homólogas en otros organismos como Drosophila (moscas de la fruta), C. elegans (gusanos redondos), y todos los mamíferos. La región beta amiloide de la proteína, ubicada en el dominio que atraviesa la membrana, no está bien conservada en todas las especies y no tiene una conexión obvia con las funciones biológicas del estado nativo de APP.
Las mutaciones en regiones críticas de la proteína precursora de amiloide, incluida la región que genera beta amiloide (Aβ), causan susceptibilidad familiar a la enfermedad de Alzheimer. Por ejemplo, se ha encontrado que varias mutaciones fuera de la región Aβ asociadas con el Alzheimer familiar aumentan drásticamente la producción de Aβ.
Una mutación (A673T) en el gen APP protege contra la enfermedad de Alzheimer. Esta sustitución es adyacente al sitio de escisión de la beta secretasa y da como resultado una reducción del 40 % en la formación de beta amiloide in vitro.